# Вальсекки, Давиде
Да́виде Вальсе́кки (итал. Davide Valsecchi, род. 24 января 1987 года) — итальянский автогонщик. Чемпион серии GP2 2012 года.

## Карьера

### Формула-Рено

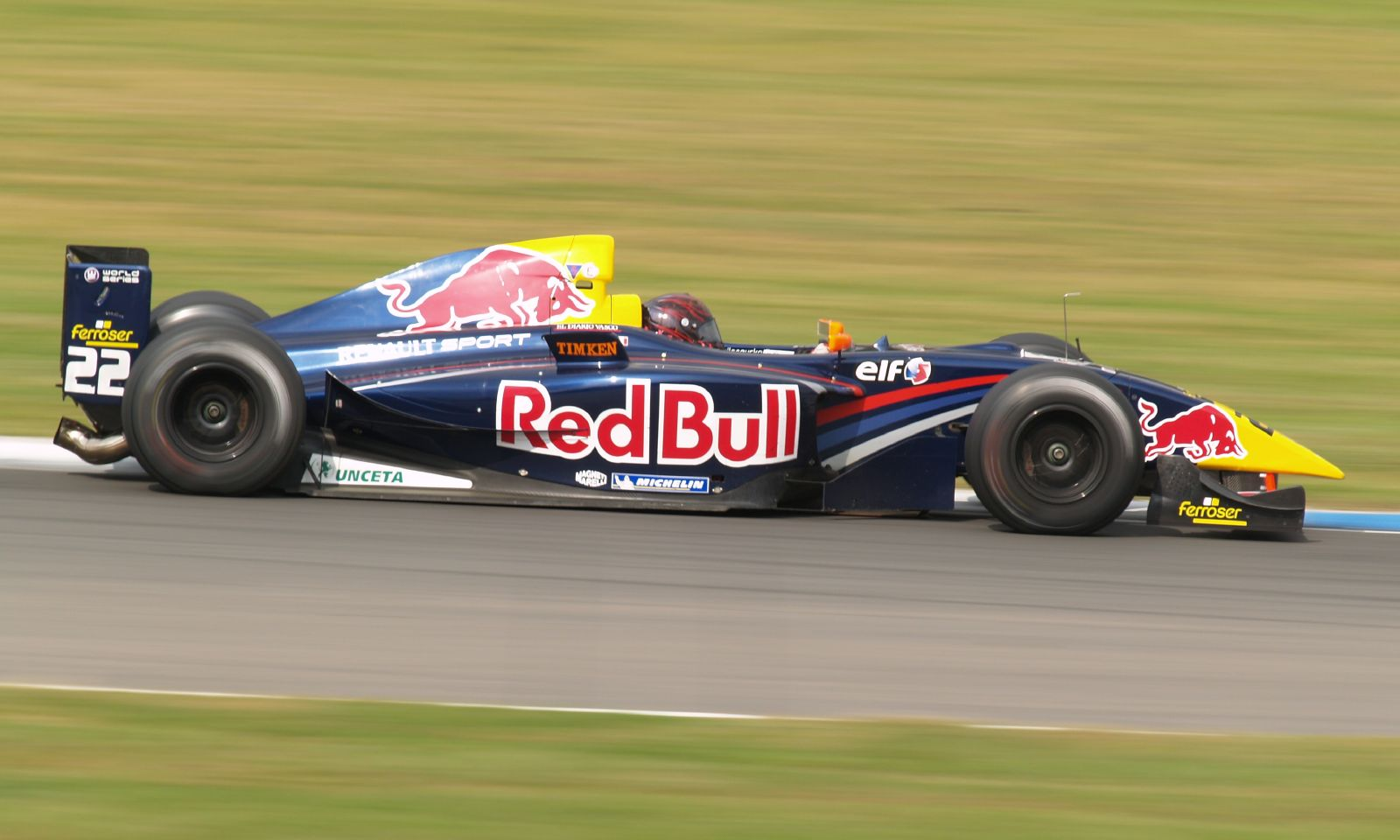
Вальсекки управляет болидом команды Epsilon Euskadi на этапе в Донингтон Парке сезона 2007 Мировой серии Рено.

Вальсекки принимал в различных сериях Renault с 2003 по 2007, повышаясь от Итальянской Формулы-Рено и Еврокубка Формулы-Рено до более мощных болидов в Мировой серии Рено в 2006. Но одержал свою первую победу лишь в сезоне 2007 года.

### Формула-3
С 2003 по 2005 Вальсекки также участвовал в гонках Итальянской и Немецкой Формулы-3 и заработал всего-лишь один подиум за три года выступлений.

### Формула-3000
В 2005 Вальсекки провёл одну гонку в серии 3000 Про, где использовались старые болиды Формулы-3000.

### Гонки спорткаров
В 2006 Вальсекки принял участие в трёх гонках Серии Ле-Ман за команду Barazi Epsilon в классе LMP2 и во всех гонках он финишировал на подиуме.

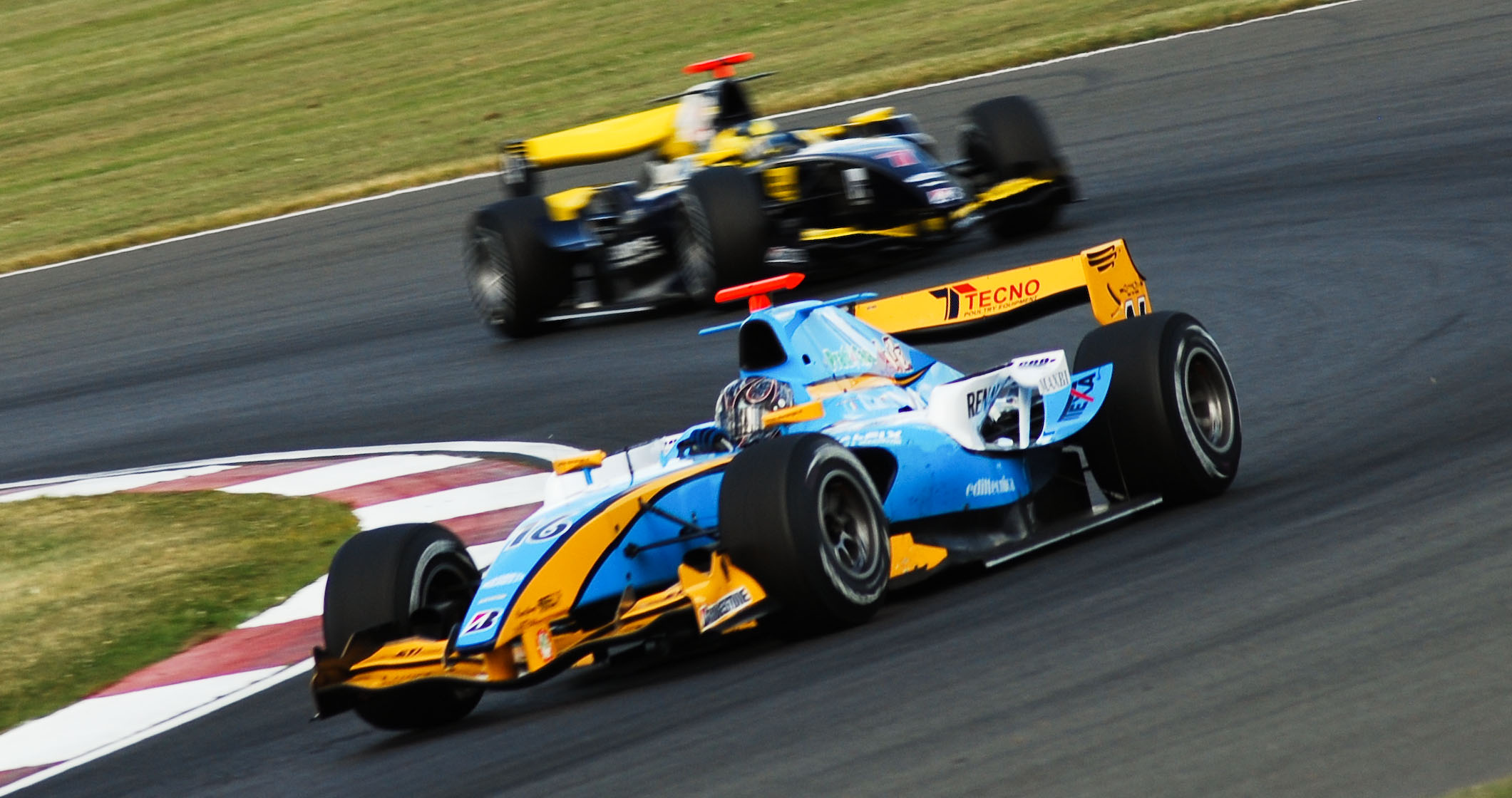
Вальсекки управляет болидом Durango на этапе в Сильверстоуне сезона 2008 GP2.

### GP2
В 2008 Вальсекки выступал в GP2 и новой серии GP2 Asia за команду Durango вместе с Альберто Валерио. В квалификации второго этапа серии GP2 в Стамбуле он разбился на скорости 281 км/ч, но обошлось без серьёзных травм. Однако, он не смог принять участия в трёх этапах. Хотя болид был полностью повреждён, технический директор Дидье Перрен предположил что проблема была связана с тормозами. Вальсекки не смог самостоятельно покинуть кокпит, к месту аварии подоспели спасатели, которые извлекли пилота из разбитого автомобиля и доставили его в медицинский центр автодрома Стамбул-парк. Там никаких серьёзных повреждений, кроме сильного ушиба спины, у Давиде обнаружено не было. Сначала его заменил соотечественник Марчелло Пульизи, а затем Бен Хэнли. Вальсекки вернулся в гонки на этапе в Сильверстоуне, где набрал одно очко в спринте. Позднее он попал в тяжёлую аварию в основной гонке уик-энда проходящего в Спа, и ему снова пришлось посетить госпиталь, но на этот раз обошлось без травм и он заработал одно очко. В Монце, Вальсекки выиграл воскресный спринт и эта победа стала его первой победой в GP2.
Вальсекки остался с Durango на сезон 2008-09 GP2 Asia и сезон 2009 GP2.

## Результаты выступлений

### Гоночная карьера
| Сезон   | Серия                          | Команда                 | Гонки      | Поулы      | Победы     | Очки       | Место      |
| ------- | ------------------------------ | ----------------------- | ---------- | ---------- | ---------- | ---------- | ---------- |
| 2003    | Формула-Рено 2.0 Италия        | RP Motorsport           | 12         | 0          | 0          | 24         | 15         |
| 2003    | Еврокубок Формулы-Рено 2.0     | RP Motorsport           | 1          | 0          | 0          | 0          | НКЛ        |
| 2003    | Итальянская Формула-3          | RP Motorsport           | 1          | 0          | 0          | 0          | НКЛ        |
| 2004    | Формула-Рено 2.0 Италия        | Cram Competition        | 15         | 0          | 0          | 31         | 14         |
| 2004    | Еврокубок Формулы-Рено 2.0     | Cram Competition        | 11         | 0          | 0          | 2          | 31         |
| 2004    | Итальянская Формула-3          | Corbetta                | 2          | 0          | 0          | 0          | НКЛ        |
| 2005    | Формула-Рено 2.0 Италия        | RP Motorsport           | 17         | 1          | 0          | 104        | 7          |
| 2005    | Еврокубок Формулы-Рено 2.0     | RP Motorsport           | 2          | 0          | 0          | 0          | НКЛ        |
| 2005    | Итальянская Формула-3          | Corbetta                | 3          | 0          | 0          | 35         | 7          |
| 2005    | Немецкая Формула-3             | Corbetta                | 2          | 0          | 0          | 0          | НКЛ        |
| 2005    | 3000 Pro                       | ADM Motorsport          | 1          | 0          | 0          | 3          | 14         |
| 2006    | Мировая серия Рено             | Epsilon Euskadi         | 15         | 1          | 0          | 43         | 10         |
| 2006    | Серия Ле-Ман                   | Barazi Epsilon (LMP2)   | 3          | 0          | 0          | 6          | 15         |
| 2007    | Мировая серия Рено             | Epsilon Euskadi         | 17         | 0          | 1          | 37         | 16         |
| 2008    | GP2 Asia                       | Durango                 | 10         | 0          | 0          | 17         | 8          |
| 2008    | GP2                            | Durango                 | 14         | 0          | 1          | 11         | 15         |
| 2008—09 | GP2 Asia                       | Durango                 | 11         | 0          | 1          | 34         | 4          |
| 2009    | GP2                            | Durango                 | 12         | 0          | 0          | 10*        | 13*        |
| 2010    | GP2                            | iSport International    | 20         | 1          | 1          | 31         | 8          |
| 2011    | GP2 Asia Series                | Team AirAsia            | 4          | 0          | 0          | 9          | 7          |
| 2011    | GP2                            | Team AirAsia            | 18         | 0          | 1          | 30         | 8          |
| 2012    | GP2                            | DAMS                    | 24         | 2          | 4          | 247        | 1          |
| 2013    | Формула-1                      | Lotus F1 Team           | Тест-пилот | Тест-пилот | Тест-пилот | Тест-пилот | Тест-пилот |
| 2016    | Blancpain GT Series Sprint Cup | Attempto Racing         | Сезон идёт | Сезон идёт | Сезон идёт | Сезон идёт | Сезон идёт |
| 2016    | Blancpain GT Series Sprint Cup | GRT Grasser Racing Team | Сезон идёт | Сезон идёт | Сезон идёт | Сезон идёт | Сезон идёт |

### Результаты выступлений в серии GP2
| Легенда к таблице |                                                                    |
| --- | ------------------------------------------------------------------ |
| В таблице перечислены результаты всех гонок, в которых принимал участие гонщик. Строками таблицы являются сезоны, столбцами — этапы соревнований. В каждой клетке указаны сокращённое название этапа и результат, дополнительно обозначенный цветом. Расшифровка обозначений и цветов представлена в нижеследующей таблице. |                                                                    |
| \| Пример \| Описание \| \| ------------ \| ------------------------------------------------------------------ \| \| 1 \| Победитель \| \| 2 \| Второе место \| \| 3 \| Третье место \| \| 5 \| Финишировал, заработав очки \| \| Сход \| Не финишировал, но при этом заработал очки \| \| 12 \| Финишировал, не получив очков \| \| НКЛ \| Финишировал, но не попал в финальную классификацию \| \| 15 \| Участвовал вне зачёта, либо по отдельной классификации \| \| 18 \| Не финишировал, но попал в финальную классификацию \| \| Сход \| Не финишировал \| \| НКВ \| Не прошёл квалификацию \| \| НПКВ \| Не прошёл предквалификацию \| \| ДСК \| Дисквалифицирован \| \| ИСК \| Исключён из протокола соревнований \| \| ТТ \| Заявлен для участия только в тренировках \| \| НС \| Участвовал в квалификации, но не стартовал в гонке \| \| Т \| Травмирован или болен \| \| ОТК \| Отказ от участия \| \| НТР \| Прибыл на соревнования, но на трассу не выезжал \| \| НПР \| Был заявлен в числе участников, но не прибыл к началу соревнований \| \| О \| Соревнования отменены \| \| \| Не участвовал \| \| Поул-позиция \| \| \| Быстрый круг \| \| |                                                                    |
| Пример | Описание                                                           |
| 1 | Победитель                                                         |
| 2 | Второе место                                                       |
| 3 | Третье место                                                       |
| 5 | Финишировал, заработав очки                                        |
| Сход | Не финишировал, но при этом заработал очки                         |
| 12 | Финишировал, не получив очков                                      |
| НКЛ | Финишировал, но не попал в финальную классификацию                 |
| 15 | Участвовал вне зачёта, либо по отдельной классификации             |
| 18 | Не финишировал, но попал в финальную классификацию                 |
| Сход | Не финишировал                                                     |
| НКВ | Не прошёл квалификацию                                             |
| НПКВ | Не прошёл предквалификацию                                         |
| ДСК | Дисквалифицирован                                                  |
| ИСК | Исключён из протокола соревнований                                 |
| ТТ | Заявлен для участия только в тренировках                           |
| НС | Участвовал в квалификации, но не стартовал в гонке                 |
| Т | Травмирован или болен                                              |
| ОТК | Отказ от участия                                                   |
| НТР | Прибыл на соревнования, но на трассу не выезжал                    |
| НПР | Был заявлен в числе участников, но не прибыл к началу соревнований |
| О | Соревнования отменены                                              |
| | Не участвовал                                                      |
| Поул-позиция |                                                                    |
| Быстрый круг |                                                                    |

| Год  | Команда | 1          | 2        | 3        | 4        | 5       | 6          | 7        | 8        | 9        | 10       | 11         | 12       | 13         | 14       | 15         | 16      | 17         | 18      | 19      | 20      | ЛЗ | Очки |
| ---- | ------- | ---------- | -------- | -------- | -------- | ------- | ---------- | -------- | -------- | -------- | -------- | ---------- | -------- | ---------- | -------- | ---------- | ------- | ---------- | ------- | ------- | ------- | -- | ---- |
| 2008 | Durango | ИСП 1 10   | ИСП 2 5  | ТУЦ 1 НС | ТУЦ 2 Т  | МОН 1 Т | МОН 2 Т    | ФРА 1 Т  | ФРА 2 Т  | ВЕЛ 1 19 | ВЕЛ 2 6  | ГЕР 1 Сход | ГЕР 2 14 | ВЕН 1 Сход | ВЕН 2 13 | ЕВР 1 Сход | ЕВР 2 7 | БЕЛ 1 Сход | БЕЛ 2 6 | ИТА 1 8 | ИТА 2 1 | 15 | 11   |
| 2009 | Durango | ИСП 1 Сход | ИСП 2 16 | МОН 1 15 | МОН 2 18 | ТУЦ 1 3 | ТУЦ 2 Сход | ВЕЛ 1 10 | ВЕЛ 2 14 | ГЕР 1 13 | ГЕР 2 10 | ВЕН 1 5    | ВЕН 2 9  | ЕВР 1      | ЕВР 2    | БЕЛ 1      | БЕЛ 2   | ИТА 1      | ИТА 2   | АЛГ 1   | АЛГ 2   | 13 | 10   |

#### Результаты выступлений в GP2 Asia
| Легенда к таблице |                                                                    |
| --- | ------------------------------------------------------------------ |
| В таблице перечислены результаты всех гонок, в которых принимал участие гонщик. Строками таблицы являются сезоны, столбцами — этапы соревнований. В каждой клетке указаны сокращённое название этапа и результат, дополнительно обозначенный цветом. Расшифровка обозначений и цветов представлена в нижеследующей таблице. |                                                                    |
| \| Пример \| Описание \| \| ------------ \| ------------------------------------------------------------------ \| \| 1 \| Победитель \| \| 2 \| Второе место \| \| 3 \| Третье место \| \| 5 \| Финишировал, заработав очки \| \| Сход \| Не финишировал, но при этом заработал очки \| \| 12 \| Финишировал, не получив очков \| \| НКЛ \| Финишировал, но не попал в финальную классификацию \| \| 15 \| Участвовал вне зачёта, либо по отдельной классификации \| \| 18 \| Не финишировал, но попал в финальную классификацию \| \| Сход \| Не финишировал \| \| НКВ \| Не прошёл квалификацию \| \| НПКВ \| Не прошёл предквалификацию \| \| ДСК \| Дисквалифицирован \| \| ИСК \| Исключён из протокола соревнований \| \| ТТ \| Заявлен для участия только в тренировках \| \| НС \| Участвовал в квалификации, но не стартовал в гонке \| \| Т \| Травмирован или болен \| \| ОТК \| Отказ от участия \| \| НТР \| Прибыл на соревнования, но на трассу не выезжал \| \| НПР \| Был заявлен в числе участников, но не прибыл к началу соревнований \| \| О \| Соревнования отменены \| \| \| Не участвовал \| \| Поул-позиция \| \| \| Быстрый круг \| \| |                                                                    |
| Пример | Описание                                                           |
| 1 | Победитель                                                         |
| 2 | Второе место                                                       |
| 3 | Третье место                                                       |
| 5 | Финишировал, заработав очки                                        |
| Сход | Не финишировал, но при этом заработал очки                         |
| 12 | Финишировал, не получив очков                                      |
| НКЛ | Финишировал, но не попал в финальную классификацию                 |
| 15 | Участвовал вне зачёта, либо по отдельной классификации             |
| 18 | Не финишировал, но попал в финальную классификацию                 |
| Сход | Не финишировал                                                     |
| НКВ | Не прошёл квалификацию                                             |
| НПКВ | Не прошёл предквалификацию                                         |
| ДСК | Дисквалифицирован                                                  |
| ИСК | Исключён из протокола соревнований                                 |
| ТТ | Заявлен для участия только в тренировках                           |
| НС | Участвовал в квалификации, но не стартовал в гонке                 |
| Т | Травмирован или болен                                              |
| ОТК | Отказ от участия                                                   |
| НТР | Прибыл на соревнования, но на трассу не выезжал                    |
| НПР | Был заявлен в числе участников, но не прибыл к началу соревнований |
| О | Соревнования отменены                                              |
| | Не участвовал                                                      |
| Поул-позиция |                                                                    |
| Быстрый круг |                                                                    |

| Год     | Команда | 1        | 2       | 3          | 4        | 5       | 6       | 7       | 8       | 9        | 10      | 11       | 12         | Место | Очки |
| ------- | ------- | -------- | ------- | ---------- | -------- | ------- | ------- | ------- | ------- | -------- | ------- | -------- | ---------- | ----- | ---- |
| 2008    | Durango | ОАЭ 1 17 | ОАЭ 2 6 | ИНЗ 1 Сход | ИНЗ 2 19 | МАЗ 1 4 | МАЗ 2 4 | БАХ 1 6 | БАХ 2 6 | ОАЭ 1 14 | ОАЭ 2 4 |          |            | 8     | 17   |
| 2008—09 | Durango | КИТ 1 8  | КИТ 2 1 | ОАЭ 1 2    | ОАЭ 2 О  | БАХ 1 5 | БАХ 2   | КАТ 1 6 | КАТ 2 5 | МАЗ 1 8  | МАЗ 2 3 | БАХ 1 16 | БАХ 2 Сход | 4     | 34   |